# Venus von Bierden

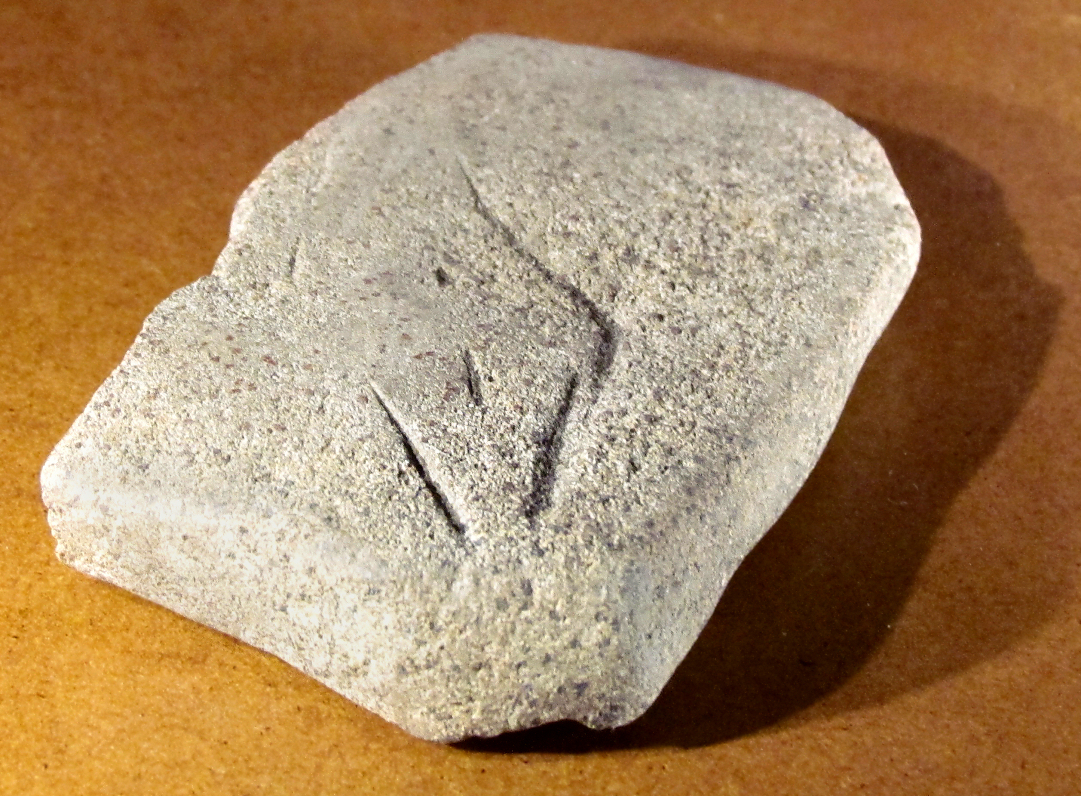
Venus von Bierden

Als Venus von Bierden wird die eingravierte, anthropomorphe Darstellung eines Frauenkörpers auf einem frühmesolithischen Steingerät aus einem Fund bei Bierden im Landkreis Verden  bezeichnet. Das Steingerät wurde im Jahre 2011 bei baubegleitenden archäologischen Prospektionen vor der Verlegung der Nordeuropäischen Erdgasleitung (NEL) gefunden. Einer gängigen Terminologie für derartige Darstellung des Frauenkörpers folgend wird sie als Venus angesprochen. Die Gravur befindet sich auf einem etwa 5 × 7 cm großen Sandstein. Die Entstehungszeit des Artefakts, das ursprünglich als Retuscheur für Steingeräte diente, lässt sich anhand der Fundsituation auf etwa 9000 v. Chr. datieren. Die Gravur auf dem Stein stellt die bisher älteste Frauendarstellung in Norddeutschland dar.

## Fundstelle
Der Fundort liegt etwa 1600 Meter vom heutigen Verlauf der Weser entfernt auf einem leicht erhöhten Schwemmsandrücken in der Niederterrasse der Flussniederung. Er befindet sich zwischen einem einstigen Dünengebiet und der Geest am Rand des Flusstals. Dieser Bereich unterlag menschlicher Nutzung durch Siedlungen und Gräberfelder, die sich in die Steinzeit, die Bronzezeit und die vorrömische Eisenzeit datieren lassen. In der Steinzeit bot sich die erhöht liegende Stelle in Flussnähe Jäger- und Sammlergruppen als Lagerplatz an. Sie war von einer im Laufe der Zeit aufgetragenen, bis zu 60 cm mächtigen Eschschicht vor der Zerstörung durch die Landwirtschaft geschützt.

## Entdeckung

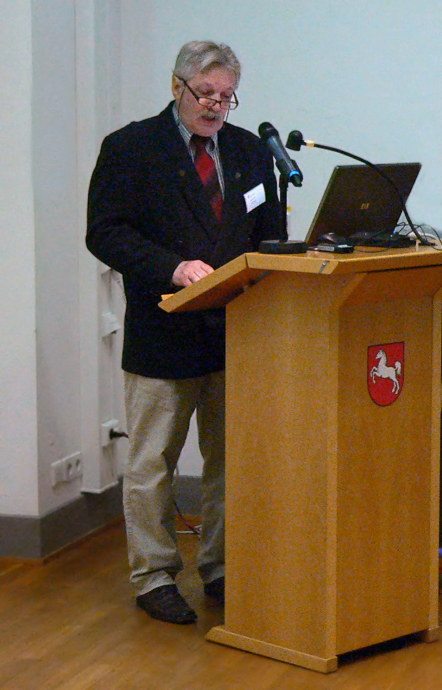
Grabungsleiter Klaus Gerken entdeckte in Bierden das Steingerät mit der Venus von Bierden.

Vor der Verlegung der Nordeuropäischen Erdgasleitung (NEL) führte das Niedersächsische Landesamt für Denkmalpflege auf der Erdgastrasse umfangreiche Prospektionmaßnahmen durch, zu denen bis zu 13 Grabungsunternehmen archäologische Untersuchungen im Gelände vornahmen. Dabei grub im Sommer 2011 ein Grabungsteam großflächig auf nahezu 5000 m² die Reste einer bronzezeitlichen Siedlung aus, die sich in der Nähe eines Bahndamms bei Bierden befand. Zum Erkennen von weiteren Befunden, wie Pfosteneintiefungen, wurden die Schichten des rezenten, mittelalterlichen und bronzezeitlichen Bodens bis auf den spätglazialen holozänen Sanduntergrund abgetragen. In diesem Bodenhorizont fand sich ein etwa 60 m² großer Bereich mit einer breiten Streuung von Feuersteinartefakten, die nicht im bronzezeitlichen Kontext zu sehen sind, sondern einen älteren, steinzeitlichen Entstehungshintergrund haben. Es konnten mehrere tausend Artefakte bei der Ausgrabung geborgen werden, darunter Stichel, Kratzer, Klingen und Mikrolithen. Außerdem fanden sich die Reste einer Feuerstelle mit verbrannten Tierknochen, unter anderem von Wildpferd und Biber, was die Annahme eines steinzeitlichen Lagerplatzes bestätigte. Zum Fundmaterial gehörten auch mehrere Retuscheure aus metamorphem Gestein. Darunter war ein vom Grabungsleiter Klaus Gerken gefundener quarzitischer Sandstein mit intentionell gesetzten Ritzlinien, die beim Grabungsteam den Eindruck eines stilisierten Frauenkörpers erweckten. In Anlehnung an das Pipelinekürzel NEL bekam dieses Fundobjekt zunächst den Spitznamen Nelly, der sich kurzfristig in die Bezeichnung Venus von Bierden änderte. Zum Teil wird auch der Begriff „Nelly, die Venus von Bierden“ verwendet. Rund 50 Meter von der Fundstelle wurde ein gleichartiges Fundareal archäologisch untersucht. Beide Fundstellen stellen in Niedersachsen bedeutsame Plätze des Mesolithikums mit weiterem Forschungspotenzial dar, die im Rahmen der Pipelineverlegung bislang nur begrenzt untersucht werden konnten.

## Stein und Gravur

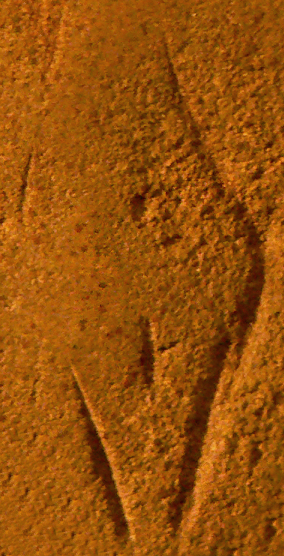
Gravur des Sandsteins

Der als Retuscheur genutzte Sandstein wurde zum Abschlagen von Kanten anderer Steinartefakte benutzt. Zudem wurde er offensichtlich auch zum Glätten von weichen Materialien verwendet. Der Stein weist anhand seiner Ritz-, Schliff- und Politurspuren drei Aktivitätsphasen mit unterschiedlicher Nutzung auf. Nach der Gravur wurde er in seiner ursprünglichen Funktion zur Bearbeitung von Steinmaterial weniger genutzt.
Die Gravur besteht aus zwei konvergierenden Ritzlinien, die anscheinend die Beinpartie und den Körper einer unbekleideten Frau darstellen. Die linke Körperseite ist prononciert ausgebildet. Auf den ersten Blick scheint es sich um eine Frontalansicht auf eine Frau zu handeln. Die Darstellung weist, wie auch andere steinzeitliche Frauendarstellungen, weder Kopf noch Füße auf. Der Schambereich zwischen den Beinen ist als Kerbe angedeutet. Im Bereich des Bauchnabels befindet sich eine kleine Mulde, wobei bislang nicht sicher ist, ob sie absichtlich gesetzt ist oder ob es sich um eine Nutzungsspur am Retuscheur handelt. Bei den Linien könnte es sich aber auch um eine mehrdimensionale Ansicht handeln, bei der die stärker gebogene Linie die Seitenansicht einer Frau mit ausgeprägtem Gesäß darstellt. Derartige gesäßbetonte Darstellungen sind aus der Steinzeit gut bekannt. Ebenso könnte die stärker ausgeprägte Linie in der Seitenansicht den Bauch einer schwangeren Frau darstellen.

## Datierung und Deutung
Der Sandstein mit der Gravur fand sich in einem präborealen Schichtzusammenhang im Bereich von Feuersteinartefakten, die technologisch sowie typologisch zwischen Inventaren der Federmesser-Gruppen (12.000–10.800 v. Chr.) und Inventaren des Frühmesolithikums (ab 9600 v. Chr.) stehen. Datierungen mittels der Radiokarbonmethode, die an Holzkohleresten der Feuerstelle vorgenommen wurden, ergaben eine Zeitstellung zwischen 9200 und 8800 v. Chr. Da der Sandstein stratigraphisch und im Kontext abgesichert ist, ist seine Nutzungszeit im frühen Mesolithikum belegt. Ähnlich stilisierte Personendarstellungen sind bereits aus der Zeit des Magdalénien (18.000-12.000 v. Chr.) bekannt.

## Präsentation
Das Fundstück war Teil der Sonderausstellung Im Goldenen Schnitt – Niedersachsens längste Ausgrabung zwischen August 2013 und März 2014 im Niedersächsischen Landesmuseum in Hannover. Dort wurde es nicht als Venus von Bierden bezeichnet, sondern als „Retuscheur aus Sandstein mit Ritzlinien“, der analog zu altsteinzeitlichen Funden die älteste Frauendarstellung Norddeutschlands zeigt. Ausstellungsthema waren die zwischen 2010 und 2013 erfolgten Ausgrabungen auf der Erdgastrasse der NEL. Die Grabungen stellten das bisher größte Archäologieprojekt in Niedersachsen dar und führten mit etwa 150 Fundstellen zur Entdeckung weitgehend unbekannter Siedlungsstellen sowie Gräberfelder. Da das Niedersächsische Landesamt für Denkmalpflege bestrebt ist, die Fundstücke von der NEL-Trasse örtlichen Museen zur Verfügung zu stellen, könnte die Venus von Bierden zukünftig ihren Verbleib im Domherrenhaus, dem historischen Museum in Verden, finden.
Vom 21. September 2018 bis 6. Januar 2019 wurde die „Venus von Bierden“ im Martin-Gropius-Bau in Berlin in der Ausstellung Bewegte Zeiten. Archäologie in Deutschland gezeigt, die aus Anlass des Europäischen Kulturerbejahres 2018 stattfand.

## Kritik

### Zweifel an der figürlichen Darstellung
Es ist umstritten, ob die Venus von Bierden überhaupt als Darstellung einer menschlichen Figur zu interpretieren ist. Gesichert ist, dass der als Retuscheur genutzte Sandstein von Menschenhand modifiziert wurde und sich aufgrund der Fundsituation ins frühe Mesolithikum datieren lässt. Verschiedentlich werden Zweifel darüber geäußert, ob die eingeritzten Linien als figürlich anzusehen sind, da aus dem norddeutschen Tiefland dieser Zeitstellung bisher keine ähnlich gearteten Darstellungen bekannt sind. Das Fehlen entsprechender Funde kann aber durch die schlechten Erhaltungsbedingungen im entkalkten, sandigen Boden des Flachlandes begründet sein. Organische Materialien, wie Knochen, Bernstein, Leder und Holz, auf denen derartige Zeugnisse zu erwarten sind, vergehen darin schnell. Des Weiteren gibt es im Tiefland keine Höhlen mit ihren günstigen Erhaltungsbedingungen.

### Umstrittene Venus-Bezeichnung

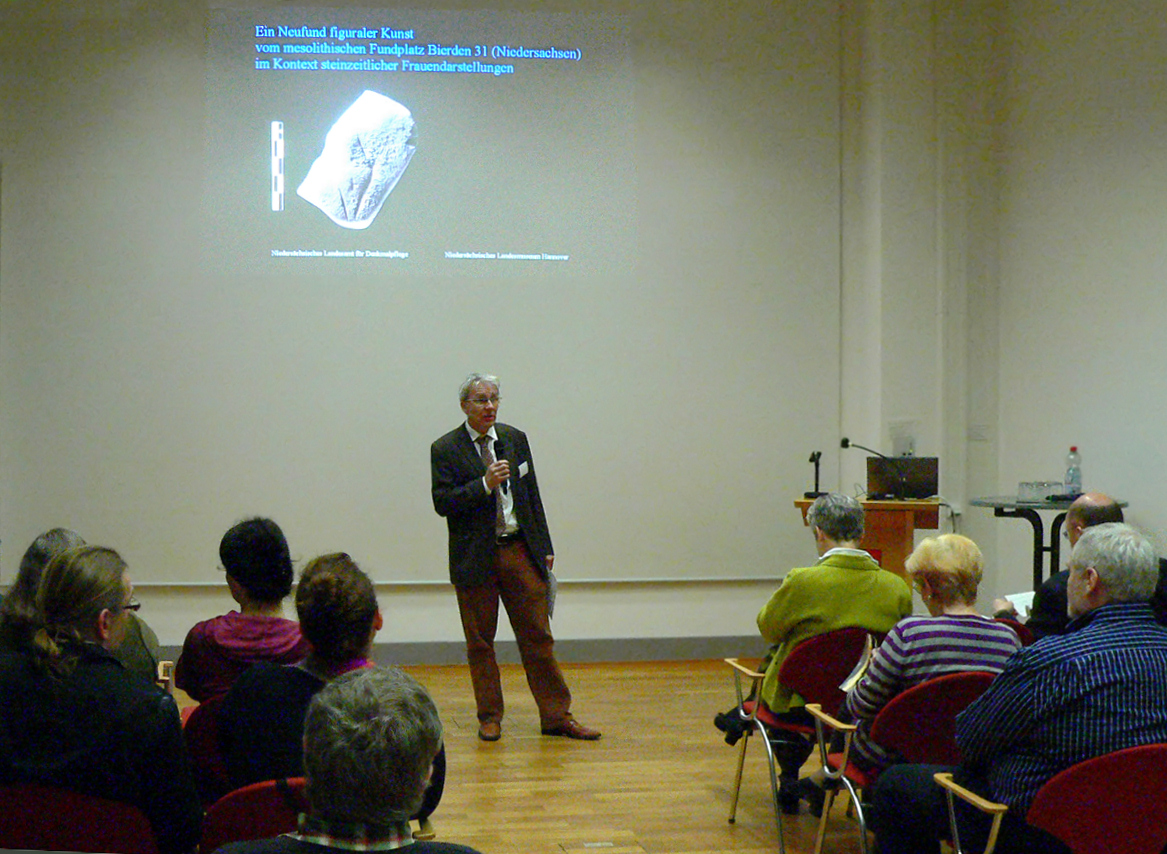
Eröffnung des Workshops zur figuralen Kunst vom mesolithischen Fundplatz Bierden durch den Prähistoriker Thomas Terberger

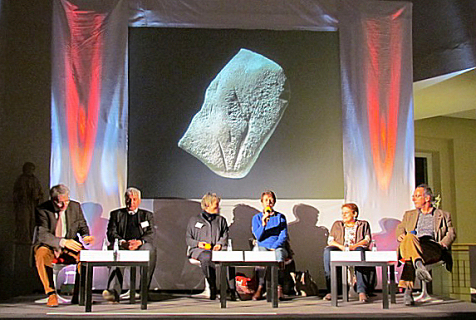
Diskussionsveranstaltung zu Frauendarstellungen der Eiszeitkunst im Niedersächsischen Landesmuseum

Bereits Anfang 2013 brachte die britische Archäologin Jill Cook bei einer Ausstellung zur Eiszeitkunst im British Museum in London eine Diskussion um die Benennung von Venusfigurinen in Gang. Die dort gezeigte Venus von Willendorf wurde als „Skulptur einer Frau“ deklariert. Analog dazu entwickelte sich zur Venus von Bierden eine Debatte um den seit langem eingebürgerten Terminus technicus „Venus“. Danach beruhe der Begriff auf der als Vénus hottentote Anfang des 19. Jahrhunderts zur Schau gestellten Afrikanerin Sara Baartman und sei als kunstgeschichtlicher Genrebegriff des 19. Jahrhunderts daher mit einer rassistischen Konnotation behaftet. Auch sei die kulturelle Bedeutung dieser Objekte mit Darstellungen des weiblichen Körpers bis heute ungeklärt. Es gibt zahlreiche Interpretationen, wie Göttinnenverehrung, Fruchtbarkeitssymbol, Ahnenkult oder Pin-up. Die Diskussion führte im Februar 2014 zu einem Workshop unter Beteiligung von Fachwissenschaftlern, wie den Prähistorikern Svend Hansen und Thomas Terberger sowie Jill Cook vom British Museum und Christine Neugebauer-Maresch  von der Österreichischen Akademie der Wissenschaften. Die Veranstaltung unter dem Tenor „Neufund figuraler Kunst vom mesolithischen Fundplatz Bierden 31 im Kontext steinzeitlicher Frauendarstellungen“ wurde vom Niedersächsischen Landesmuseum und dem Niedersächsischen Landesamt für Denkmalpflege in Hannover ausgerichtet. Begleitend gab es dort zur Themenstellung „Steinzeit-Pin-ups oder Muttergottheit?“ eine Diskussionsveranstaltung zu Frauendarstellungen der Eiszeitkunst, die von der NDR-Journalistin Margarete von Schwarzkopf moderiert wurde.

## Dokumentationen
- Lady Sapiens – Auf den Spuren eines Steinzeit-Mythos. (Originaltitel: Lady Sapiens, à la recherche des femmes de la préhistoire.) TV-Dokumentation von Thomas Cirotteau (Regie), F/CDN/B/J/USA 2021, deutsche Synchronfassung ZDF/ZDFinfo 2022.